# Церковь Панагии Теоскепасти
Церковь Панагии Теоскепасти (Феоскепасти) (греч. Παναγία Θεοσκέπαστη — Всесвятая (Богородица) Укрытая Богом) — православная византийская церковь, расположенная на небольшой скале неподалёку от гавани Като-Пафоса (Нижнего Пафоса) в городе Пафосе, Республика Кипр. Церковь является одним из пунктов христианского паломничества благодаря хранящейся в ней посеребрённой иконе Пресвятой Богородицы, по преданию, написанной самим евангелистом Лукой.

## История
Церковь находится на небольшом каменном утёсе, который, возможно, является частью древней крепостной стены, защищавшей город с востока.
Предание гласит, что во время первого арабского нападения на Кипр в 649 году, когда город Пафос был практически разрушен, дома его были разграблены и сожжены, крепостные стены и храмы города были превращены в руины, невредимой сохранилась только одна небольшая византийская церковь Пресвятой Богородицы, находившаяся на невысокой скале Като-Пафоса примерно в 800 метрах от замка Саранта Колонес. Спасение церкви связывают с проявлением Божественной воли, благодаря которой церковь Пресвятой Богородицы была укрыта от взоров завоевателей внезапно появившимся непроницаемым облаком тумана. После этого чудесного события церковь обрела своё название Панагия Теоскепасти (Феоскепасти) — Богородица Укрытая Богом или Богородица Спрятанная Богом.
Другое предание рассказывает, как один из сарацинов всё же проник в церковь и попытался присвоить богатые подношения Богородице. Неожиданно чудесным образом появился меч и отсёк грабителю руки. Эта сцена изображена на одной из икон церкви.
Церковь Панагия Теоскепасти неоднократно реконструировалась. В 1878 году она была полностью разрушена во время землетрясения. Современная церковь была построена на месте средневековой византийской церкви в 1923—1926 годах и открыта в 1928 году. В 1990 году под руководством митрополита Пафского Хризостома был начат масштабный ремонт церкви, полностью оконченный лишь к марту 2009 года.
Чудотворная икона Пресвятой Богородицы в серебряном окладе, объект ежедневного паломничества сотен христиан, установлена для поклонения в нижнем ярусе церковного иконостаса, слева от Царских врат.